# 神戸ゴルフ倶楽部
神戸ゴルフ倶楽部（こうべゴルフくらぶ）は、1903年5月24日にイギリス人貿易商A.H.グルームによって神戸市の六甲山上に造られた、日本最古のゴルフ場である。

## 概要
海抜850mにあり、11月中旬から4月中旬は雪のためクローズする。開場当時、六甲山には外国人の別荘が建ち並んでいた。彼らのレジャーと社交の場としての利用が造成の目的であった。開場当初は4ホールであったが、その後造成し18ホール。ただパーは61。グリーンは当初は芝が生えなかったためにアラブで行われてきたサンドグリーン。フェアウェーより低く作ってあったため、「ナイスオン」ではなく「ナイスイン」といっていた。戦前に高麗芝の植生に成功させ、現在ではヴェントのグリーンになっている。戦後米軍に接収された、企業家、実業家、政治家等も会員として多かったために早々に復活し現在に至る。関西の政財界ではここと「廣野ゴルフ倶楽部」「鳴尾ゴルフ倶楽部」を「御三家」と呼ぶ人もいる。
ここからは、日本人選手として初めて全英オープンに出場した宮本留吉や日本初のプロゴルファー・福井覚治らも輩出している。彼らの残した遺産として和製ゴルフ用語の「アゲンスト」「アゲる」がある。これは外国人が「今風は順風（フォロー）か?」「いいや逆だ!（No No It's against!）」と言う語をそのまま使うようになったためと言われている。現在でも神戸ゴルフ倶楽部用語として「暫定球」を「プロビジョナル」と呼んだりとイギリス語が多用されている。
一時ハウスキャディーを九州からの女子にしたことがあったが、それ以外は一貫してキャディーは場所が急でカートが入れないこともあり男性である。甲南大学、神戸大学、関西学院大学などの学生、留学生が行っていることが多い。特に中国からの留学生は優秀であり博士号などを取得後、高等研究機関や指導者で働く者も多い。
現在の瀟洒なクラブハウス（1932年竣工）は、ウィリアム・メレル・ヴォーリズの設計。近代化産業遺産及び2014年の登録有形文化財に登録。11番ホール横に併設されているチャンバーでも宿泊が可能。

## 交通アクセス
- 六甲山上駅（六甲ケーブル）から、六甲山上バス「記念碑台」下車 徒歩10分

## 友好クラブ
相模カンツリー倶楽部、古賀ゴルフ・クラブ、鳴尾ゴルフ倶楽部、神戸外国倶楽部

## ギャラリー

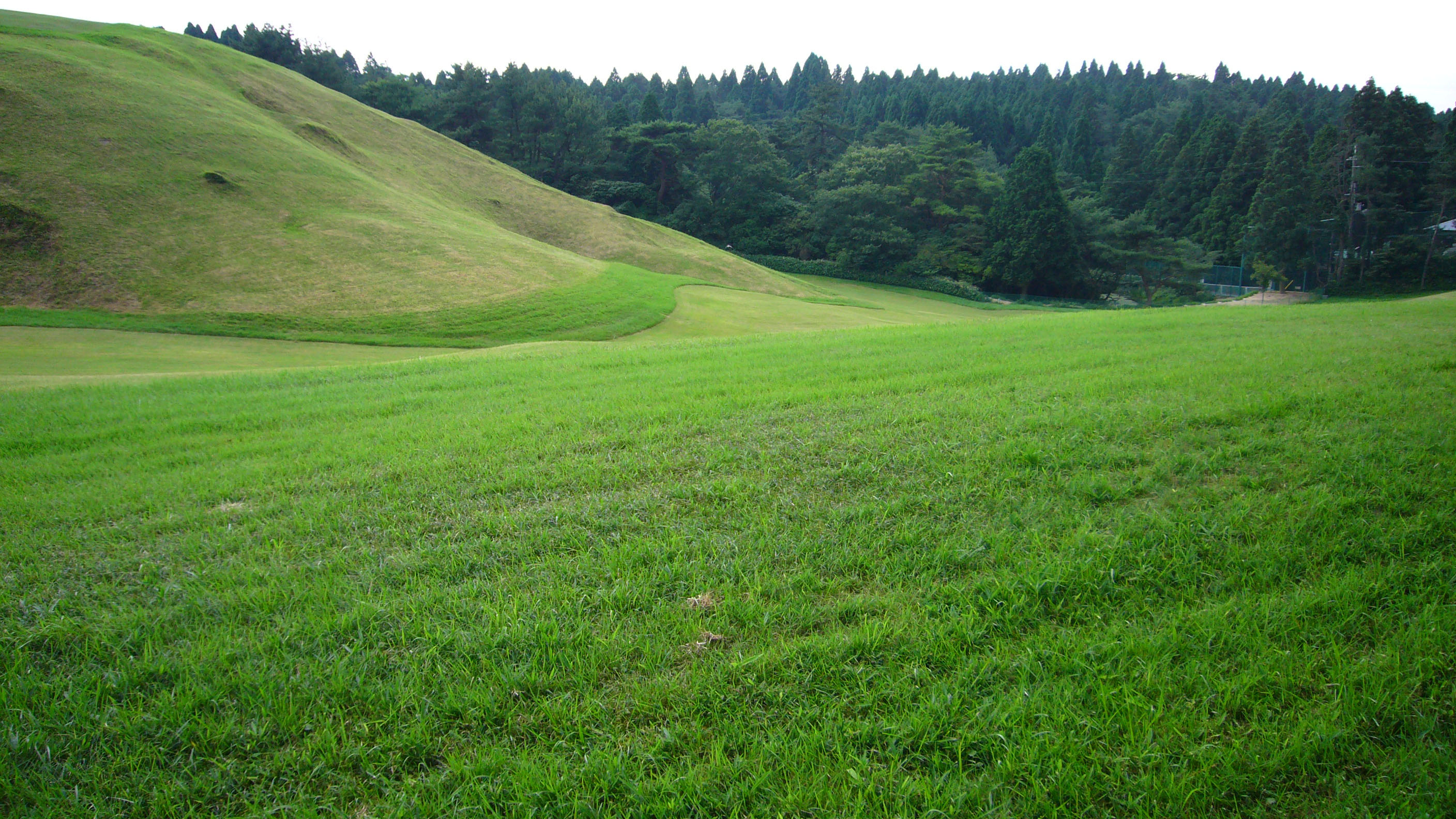
コース風景（ラフ）
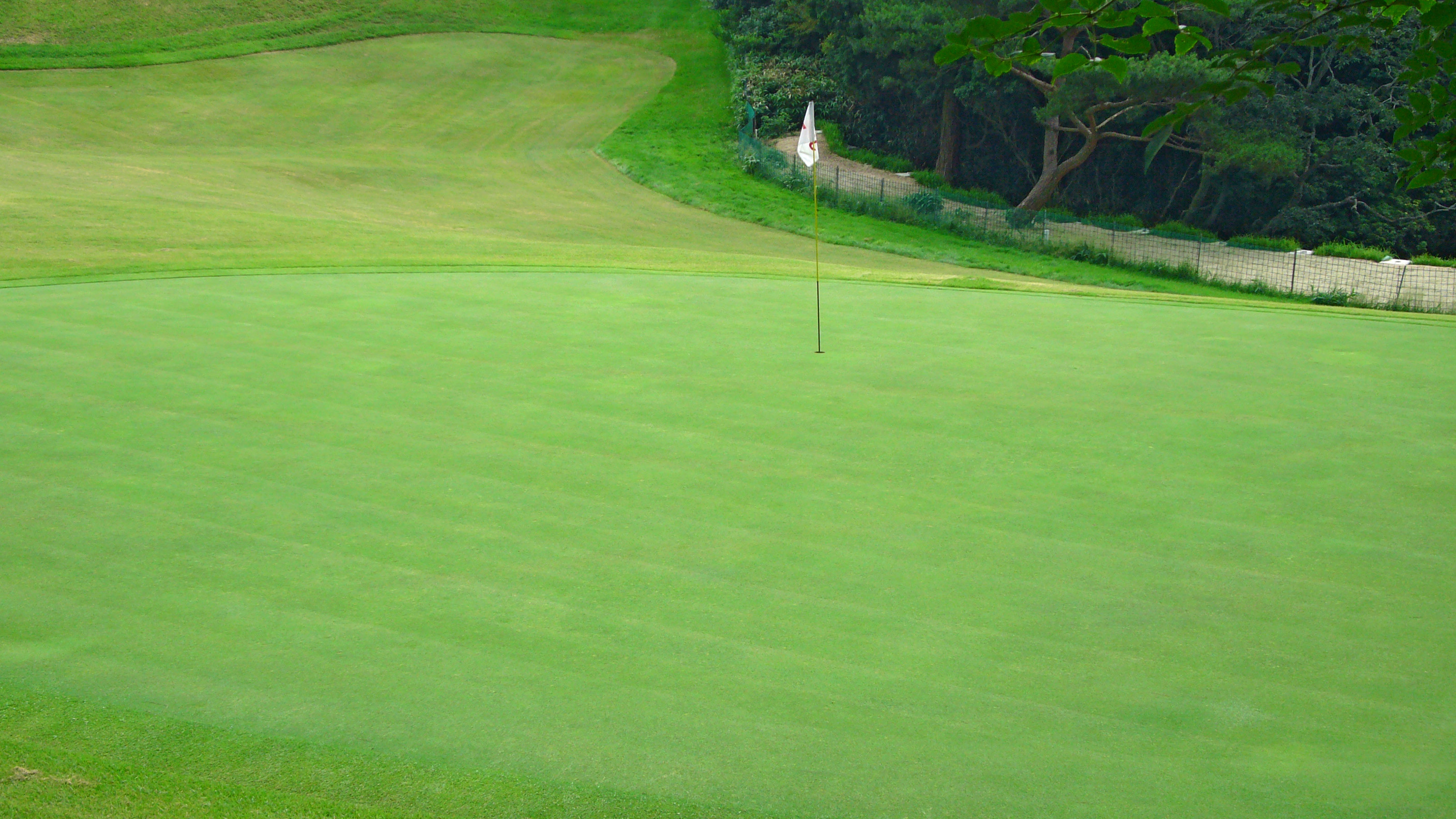
コース風景（グリーン）
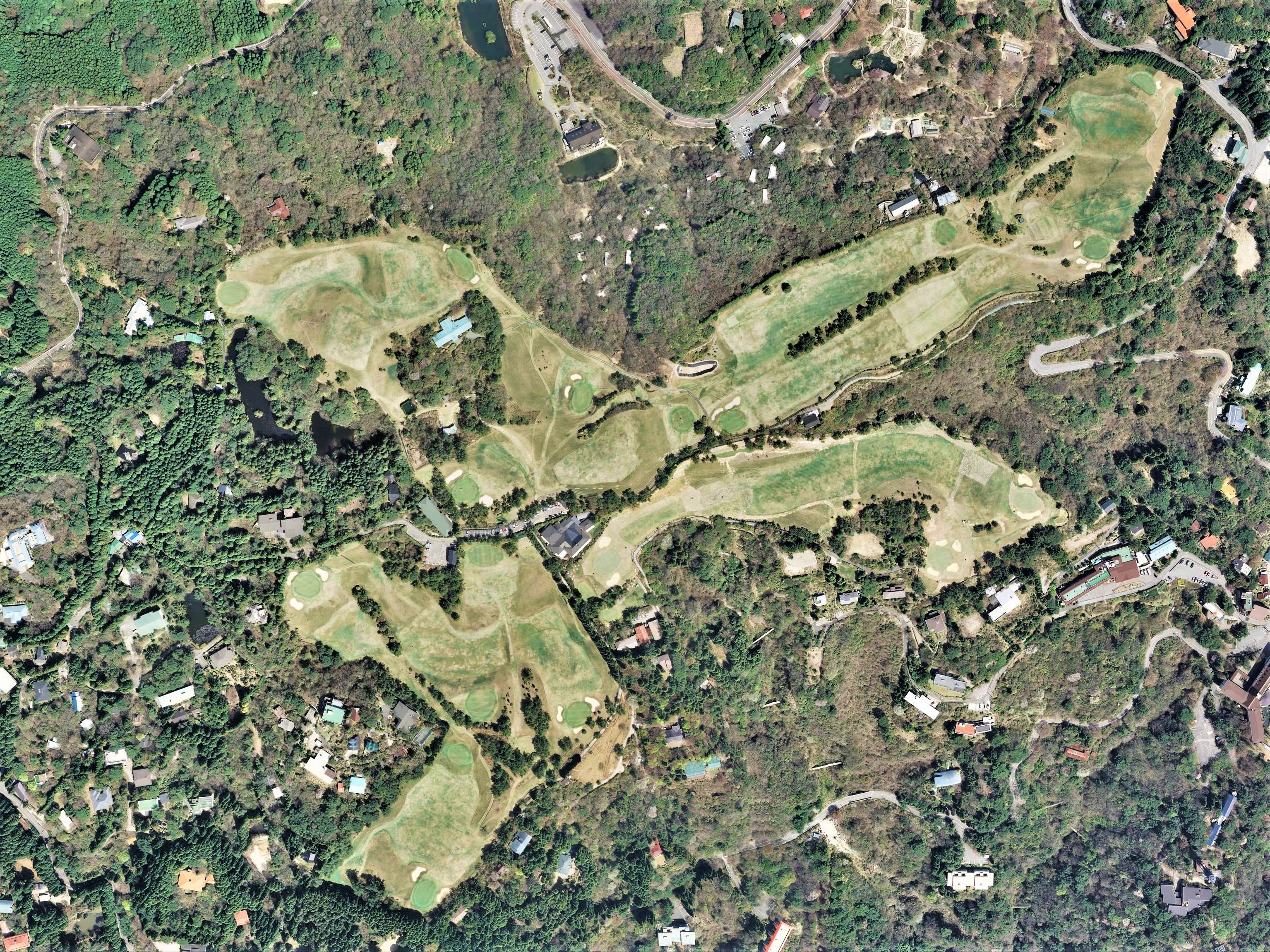
空中写真。2009年5月20日撮影の2枚を合成作成。国土交通省 国土地理院 地図・空中写真閲覧サービスの空中写真を基に作成。